# Lithostege narynensis
Lithostege narynensis är en fjärilsart som beskrevs av Louis Beethoven Prout 1938. Lithostege narynensis ingår i släktet Lithostege och familjen mätare. Inga underarter finns listade i Catalogue of Life.